# ザビールマイル
ザビールマイル（Zabeel Mile、アラビア語: زعبيل مايل）とはドバイレーシングクラブがメイダン競馬場の芝1600mで施行する競馬の国際競走である。

## 概要
競走名の由来は競走馬及び種牡馬のザビールから。
ドバイレーシングカーニバルに指定されている。
本競走出走後、ダートではあるが本競走と同じ距離の1600mで施行されるゴドルフィンマイルや同じ芝であるが距離が1800mで施行されるドバイターフに出走する馬もいる。
過去に日本産及び調教馬の出走機会は無い。

## 歴史
- 2007年 - 　リステッド競走として創設。カピルが優勝し、UAE調教馬以外の外国馬が初勝利。
- 2008年 - この年は分割して施行。分割第2競走でサードセットが優勝し、UAE調教馬が初勝利。
- 2009年 - この年より格付けがG3となる。
- 2010年 - G2に昇格。

## 歴代優勝馬
※馬齢表記は北半球の基準で表記。
| 回     | 施行日        | 調教国・優勝馬     | 日本語読み                   | 性齢 | タイム  | 優勝騎手       | 管理調教師           |
| ------ | ------------- | ------------------ | ---------------------------- | ---- | ------- | -------------- | -------------------- |
| 第1回  | 2007年3月8日  | Kapil              | カピル                       | 騸5  | 1:37.74 | W.マーウィング | M.デ・コック         |
| 第2回  | 2008年2月28日 | Wise Dennis        | ワイズデニス                 | 牡6  | 1:39.27 | T.ダーカン     | A.ジャーヴィス       |
| 第2回  | 2008年2月28日 | Third Set          | サードセット                 | 騸5  | 1:39.63 | L.デットーリ   | S.ビン・スルール     |
| 第3回  | 2009年2月26日 | Archipenko         | アーチペンコ                 | 牡5  | 1:39.89 | K.シーア       | M.デ・コック         |
| 第4回  | 2010年3月5日  | Imbongi            | インボンギ                   | 騸6  | 1:38.64 | C.スミヨン     | M.デ・コック         |
| 第5回  | 2011年3月10日 | Rileyskeepingfaith | ライリーズキーピングフェイス | 騸6  | 1:37.89 | A.アジュテビ   | M.アル・ザルーニ     |
| 第6回  | 2012年3月1日  | Do It All          | ドゥーイットオール           | 牡5  | 1:38.98 | S.ヂ・ソウザ   | S. ビン・スルール    |
| 第7回  | 2013年3月2日  | Trade Storm        | トレードストーム             | 牡5  | 1:38.74 | J.スペンサー   | D.シムコック         |
| 第8回  | 2014年2月27日 | Mshawish           | ムシャウィッシュ             | 牡4  | 1:37.16 | R.ヒューズ     | M.デルザングル       |
| 第9回  | 2015年2月26日 | Safety Check       | セーフティーチェック         | 牡4  | 1:35.53 | W.ビュイック   | C.アップルビー       |
| 第10回 | 2016年2月25日 | Safety Check       | セーフティーチェック         | 牡5  | 1:36.45 | W.ビュイック   | C.アップルビー       |
| 第11回 | 2017年2月16日 | Championship       | チャンピオンシップ           | 騸6  | 1:35.19 | C.O'Donoghue   | A.bin Harmash        |
| 第12回 | 2018年2月22日 | Janoobi            | ジャヌービ                   | 牡4  | 1:35.27 | J.Crowley      | M.デ・コック         |
| 第13回 | 2019年2月21日 | Mythical Magic     | ミシカルマジック             | 騸4  | 1:36.39 | W.ビュイック   | C.アップルビー       |
| 第14回 | 2020年2月20日 | Zakouski           | ザクースキー                 | 騸4  | 1:35.93 | J.ドイル       | C.アップルビー       |
| 第15回 | 2021年2月18日 | D'bai              | ディーバイ                   | 騸7  | 1:35.94 | W.ビュイック   | C.アップルビー       |
| 第16回 | 2022年1月28日 | Real World         | リアルワールド               | 牡5  | 1:35.36 | D.タドホープ   | S.ビン・スルール     |
| 第17回 | 2023年1月20日 | Master Of The Seas | マスターオブザシーズ         | 騸5  | 1:34.28 | W.ビュイック   | C.アップルビー       |
| 第18回 | 2024年1月5日  | San Donato         | サンドナト                   | 騸8  | 1:34.46 | P.ドブス       | D.ワトソン           |
| 第19回 | 2025年1月3日  | Poker Face         | ポーカーフェイス             | 騸6  | 1:36.45 | P.ドブス       | S & E.クリスフォード |